# Chaudefontaine (Doubs)
Chaudefontaine è un comune francese di 222 abitanti situato nel dipartimento del Doubs nella regione della Borgogna-Franca Contea.

## Società

### Evoluzione demografica
Abitanti censiti